# Juan Pedro Aguirre
Pour les articles homonymes, voir Aguirre.
Juan Pedro Julián Aguirre y López de Anaya (Buenos Aires, Vice-royauté du Río de la Plata, 1781 - idem, Argentine, 1837) était un militaire, homme politique et révolutionnaire argentin. Il fut le dernier, en 1820, à porter le titre de Directeur suprême des Provinces-Unies du Río de la Plata.

## Biographie
Né à Buenos Aires le 19 octobre 1781, de Cristóbal de Aguirre (es), négociant d'origine basque, et de María Josefa López Anaya, il servit dans le Régiment de Patriciens lors de la première des expéditions britanniques contre le Río de la Plata, en 1806 ; blessé dans les combats, il fut promu au grade de capitaine de milices. En 1807, lors de la deuxième offensive, il participa à la défense de Buenos Aires contre les Anglais, et eut une part dans la reddition du détachement anglais qui occupait alors le couvent de Saint-Dominique.
Il s’engagea dans la révolution de Mai de 1810, mettant sa personne ainsi que sa fortune au service de la cause de l’émancipation. Il œuvra comme maire de quartier (alcalde de barrio) et comme capitaine de compagnie patriote, et fut membre de la Commission de Guerre en 1816. Sa principale contribution à l’effort militaire consista à armer des navires corsaires, activité à laquelle il se dévoua avec zèle, se hissant au rang de principal armateur militaire de la guerre d’indépendance. Un de ses vaisseaux, la goélette Congreso, s’enhardit à opérer au large de Cadix.
En février 1820, il assuma, mais pour peu de jours seulement, la charge de Directeur suprême des Provinces-Unies du Río de la Plata, et sera le dernier à occuper ce poste. 
En 1824, il devint ministre de l’économie et des finances de la province de Buenos Aires, et fut nommé en 1826 premier président de l’ancienne Banque nationale, laquelle était habilitée à battre monnaie. Il exercera cette fonction jusqu’à sa mort en 1837.
En février 1826, il sollicita et obtint, conjointement avec Pedro Andrés García, Manuel José de Haedo et José María Rojas, un bail emphytéotique sur cent lieues de terres fiscales (2 500 km2) dans le sud-est de la province de Buenos Aires. Cette immense concession, située dans les actuels partidos d’Ayacucho et de Balcarce, dans la Sierra del Bolcán (actuelle Sierra de Balcarce, à peu de distance de la ville du même nom), sera à l’origine de l’Estancia San Juan, vaste domaine agricole voué à l’élevage.